# قطره الریحان
قطره الریحان (به عربی: قطرة الریحان) یک روستا در سوریه است که در ناحیه شطحه واقع شده‌است. قطره الریحان ۶۵۹ نفر جمعیت دارد.